# Ron Kalina
Ronald 'Ron' Kalina (4 augustus 1928 - 13 januari 2016) was een Amerikaanse jazzmuzikant, componist en arrangeur. Hij speelde mondharmonica en piano.

## Loopbaan
Kalina begon mondharmonica te spelen toen hij vier jaar was. Hij werkte als studiomuzikant in Los Angeles, onder andere met Linda Ronstadt, Tom Waits, Burt Bacharach, Joe Williams, Anita O'Day en Johnny Hartman. Hij werkte tevens veertien jaar lang als muzikaal leider en pianist voor Gloria Lynne. Verder werkte hij met zijn New World Harmonica Trio mee aan verschillende filmsoundtracks, zoals voor Shenandoah (1965), Mississippi Masala (1991), Magnolia (1999) en voor de televisieseries Moonlighting en The Simpsons. Hij werkte samen met Luis Munoz en schreef met Arthur Hamilton de song No More Mister Nice Guy. Kalina deed in de periode 1982-2006 mee aan zeven opnamesessies in de jazz, onder meer aan het album Body Heat, Jazz at the Movies (Discovery, 1992, met o.a. Jack Sheldon, Ernie Watts, Bill Cunliffe en John Pisano). In 2004 nam hij onder eigen naam het album Getting My Axes Together op, met onder meer Jim Self, Ron Escheté, John Pisano, Dave Carpenter en Joe LaBarbera. In 2008 volgde het Album The Odd Couple, met Jim Self, Larry Koonse, Tom Warrington en Joe LaBarbera. Op deze plaat interpreteerde hij Oliver Nelson's klassieker Stolen Moments en de Charlie Parker-nummers Confirmation en Donna Lee. Zijn harmonicaspel doet denken aan dat van Toots Thielemans.

## Weblinks
- (en)   Ron Kalina in de Internet Movie Database
- (en)  Ron Kalina op Allmusic
- (en)  Ron Kalina op Discogs